# Víctor Dulce de Antón
Víctor Dulce de Antón (Sotés, 1860-Madrid, 19 de noviembre de 1919), también conocido como el conde de Garay, fue un político español, diputado y senador en Cortes durante el reinado de Alfonso XIII.

## Biografía
Nacido en Sotés, provincia de Logroño, en 1860, fue elegido diputado en las Cortes de la Restauración por el distrito palentino de Saldaña en los comicios de 1898. En 1899, sería elegido por Madrid, mientras que en las elecciones de 1901, 1903 y 1905 lo volvería a ser por Saldaña.
 De tendencia liberal romanonista, mantuvo fuertes rencillas con el conservador Abilio Calderón.
Fue senador vitalicio desde 1910 hasta 1919; falleció el 19 de noviembre de 1919 en Madrid.